# Курская Васильевка
Ку́рская Васи́льевка — село в Северном районе Оренбургской области России. Административный центр Курско-Васильевского сельсовета.

## География
Село находится в северо-западной части Оренбургской области, в пределах Бугульминско-Белебеевской возвышенности, в степной зоне, на берегах реки Сок, на расстоянии примерно 17 км (по прямой) к северо-востоку от села Северное, административного центра района. Абсолютная высота — 258 м над уровнем моря.
Климат
Климат характеризуется как континентальный с продолжительной морозной зимой, тёплым летом и относительно короткими весной и осенью. Продолжительность безморозного периода составляет 115—125 дней. Среднегодовое количество атмосферных осадков превышает 400 мм.
Часовой пояс
Село Курская Васильевка, как и вся Оренбургская область, находится в часовой зоне МСК+2. Смещение применяемого времени относительно UTC составляет +5:00.

## Население
| 2010 |
| ---- |
| 497  |

Половой состав
По данным Всероссийской переписи населения 2010 года в половой структуре населения мужчины составляли 45,3 %, женщины — соответственно 54,7 %.
Национальный состав
Согласно результатам переписи 2002 года, в национальной структуре населения русские составляли 76 % из 532 чел.

## Известные уроженцы
- Тюнин, Николай Андриянович (1931—1995) — советский экскаваторщик, Герой Социалистического Труда.